# 日産サティオ岡山
株式会社日産サティオ岡山（にっさんサティオおかやま）とは、岡山県岡山市北区に本社のある、日産自動車の販売会社である。

## 沿革
- 1966年（昭和41年）
  - 1月11日 - 三洋日産を設立。
  - 4月 - 日産サニー岡山販売に改称。岡山本社（現・新京橋店）と倉敷営業所（現・倉敷中島店）の2拠点で営業を開始する。
  - 11月 - 津山営業所（現・津山一方営業所）オープン。
  - 12月 - 岡山中古車センターオープン。
- 1967年（昭和42年）12月 - 東岡山営業所（現・R-joy東岡山店）、サービスセンターオープン。
- 1970年（昭和45年）8月 - 真庭営業所オープン。
- 1971年（昭和46年）6月 - 水島営業所オープン。
- 1975年（昭和50年）2月 - 津山中古車センターオープン。
- 1977年（昭和52年）3月 - 岡山南営業所（現・青江店）オープン。
- 1979年（昭和54年）8月 - 笠岡営業所オープン。
- 1982年（昭和57年）5月 - 西営業所（現・本社店）オープン。
- 1988年（昭和63年）9月 - 津山営業所を津山一方営業所へ、津山中古車センターを津山営業所へ店舗名変更。
- 1990年（平成2年）4月 - 中庄営業所オープン。
- 1996年（平成8年）10月 - サターン・オブ・オカヤマを設立。
- 1997年（平成9年）
  - 2月 - 西営業所の建て替え完成し、リニューアルオープン。同時にサターン展示場オープン。
  - 3月 - 本社機能を門田屋敷から西長瀬の西営業所へ移転。西営業所を本社営業所へ、旧本社営業所を新京橋営業所へ店舗名変更。
- 1999年（平成11年）
  - 4月 - 日産の販売系列の整理により日産レッドステージ店となる。
  - 11月 - 日産サニー岡山販売から日産サティオ岡山へ社名変更。
- 2000年（平成12年）
  - 1月31日 - 日産プリンス岡山販売が資金繰りの悪化から岡山地方裁判所に特別清算を申し立て、倒産。
  - 2月1日 - 日産サティオ岡山が日産プリンス岡山販売の営業権を譲受。
  - 5月 - ルノー岡山を設立。本社敷地内（旧サターン展示場）に展示場オープン。
- 2001年（平成13年）3月 - サターンの日本市場撤退により、サターン・オブ・オカヤマを閉鎖。
- 2005年（平成17年）5月 - ブルーステージの専売車種を含め、日産全車種の取り扱いを開始する。
- 2006年（平成19年）11月 - 本社社屋の建て替え完成。リニューアルオープン。
- 2007年（平成20年）
  - 5月 - ルノー岡山を、本社敷地内より新京橋店内へ移転オープン。
  - 10月 - 野田店を移転オープン。
- 2011年（平成23年）
  - リーフ販売に伴い、全拠点に充電設備を新設する。
  - 8月 - 藤田店を閉鎖（青江店に統合）。
  - 9月 - ルノー岡山を、新京橋店内から藤田店を改装した新店舗へ移転オープン。
- 2014年（平成26年）3月 - 日産ネットワークホールディングスが経営していた「岡山日産自動車」を買収。両社一体体制で経営する。

## 事業所
県下13店舗。電気自動車の充電スタンドを、ルノー店を含めた全拠点に設置。本社店のみ急速充電器設置。

### 岡山市
6店舗（うち1店舗はルノー店）
- 本社店（日産LV認定店、急速充電器設置店）- 岡山県岡山市北区西長瀬1203番地6
  - 旧・日産サティオ岡山本社

- R-JOY東岡山店（日産・ハイパフォーマンスセンター・日産LV認定店）- 岡山県岡山市中区宍甘235番地1
  - 旧・サティオ店

- 新京橋店 - 岡山県岡山市中区門田屋敷五丁目1番20号。ルノー岡山を併設
  - 旧・サティオ店

- 青江店・青江マイカーセンター - 岡山県岡山市岡山市南区豊成三丁目1番7号
  - 旧・サティオ店

- 野田店（日産・ハイパフォーマンスセンター認定）- 岡山県岡山市北区新屋敷町二丁目9番21号
  - 旧・日産プリンス岡山販売本社・営業所（現店舗の西隣・岡山市野田一丁目1番38号にあった）
  - かつて隣接した岡山日産野田店（旧・山陽日産モーター岡山西営業所）の下中野への移転に伴い、その跡地へ改装移転した。

#### ルノー店
- ルノー岡山 - 岡山県岡山市南区藤田錦2004番地1
  - 旧・プリンス藤田店。藤田店は青江店に統合。近隣に岡山日産藤田店あり。

### 倉敷市
4店舗
- 倉敷西店・倉敷マイカーセンター（日産・ハイパフォーマンスセンター認定店）- 岡山県倉敷市中島1380番地1
  - 旧・プリンス倉敷店

- 倉敷中島店 - 岡山県倉敷市中島800番地1
  - 旧・サティオ中島店

- 中庄店 - 岡山県倉敷市下庄647番地1
  - 旧・サティオ店

- 水島店 - 岡山県倉敷市東塚一丁目16番24号
  - 旧・サティオ店

### 津山市
- 津山店 - 岡山県津山市津山口261番地
  - 旧・サティオ店

### 真庭市
- 真庭店・中古車センター - 岡山県真庭市富尾239番地
  - 旧・サティオ店

### 浅口郡里庄町
- 笠岡店 - 岡山県浅口郡里庄町里見2800番地5
  - 旧・サティオ店

### 閉鎖された拠点
- 津山一方店 - 岡山県津山市一方187番地
  - 旧・サティオ津山店

## 関連会社
- 日産車体岡山

### 岡山県内の他日産車販売店
- 岡山日産自動車